# Pseudophistomis pallida
Pseudophistomis pallida är en skalbaggsart som först beskrevs av Bates 1872.  Pseudophistomis pallida ingår i släktet Pseudophistomis och familjen långhorningar.
Artens utbredningsområde är:
- Guatemala.
- Nicaragua.

Inga underarter finns listade i Catalogue of Life.